# Geoff Duke
Geoffrey Ernest ("Geoff") Duke OBE (St. Helens (Lancashire), 29 maart 1923 – Douglas (Man), 1 mei 2015) was een Brits motorcoureur en ondernemer. Hij werd twee keer wereldkampioen in de 350cc-klasse en vier keer in de 500cc-klasse.

## Privéleven
Geoff Duke was de zoon van een bakker. Zijn ouders waren er sterk op tegen dat hij ging motorrijden, nadat zijn oudere broer Eric bij een motorongeval met een 250cc-New Imperial zwaar gewond was geraakt. Desondanks kocht Geoff al in 1935 (toen hij twaalf jaar oud was) samen met twee vrienden voor tien shilling een 250cc-Raleigh uit 1923, even oud als hij zelf was. In 1939 kreeg Geoff echter een baan als telefoonmonteur waarvoor hij zijn eigen vervoer nodig had. Hij kreeg van zijn ouders toestemming om een tweedehands 175cc-DOT te kopen. In 1942 nam hij vrijwillig dienst en werd hij sergeant-instructeur bij het Royal Signals Motorcycle Display Team ("The White Helmets"), een vrijwilligerskorps van de Britse verbindingsdienst dat demonstraties met motorfietsen verzorgde. Na de Tweede Wereldoorlog werkte hij eerst bij BSA en daarna trad hij in dienst van Norton, waar hij deel uitmaakte van het trialteam.
In 1951 trouwde hij met Patricia Reid. Ze kregen twee zoons. Patricia overleed in 1975. Geoff trouwde daarna met Dorothy Eagles, maar dit huwelijk hield niet lang stand. In 1978 trouwde hij voor de derde keer, met Daisy.

### Zakenman
Na zijn terugtreden uit de racesport werd Duke actief als zakenman op het eiland Man. Hij beheerde een motorzaak, een autogarage, enkele hotels en was van 1978 tot 1985 directeur van de Manx Line, een scheepvaartonderneming die de eerste roll-on-roll-off-veerdienst tussen Man en het Britse eiland onderhield. Om naar zijn werk te gaan gebruikte hij nog steeds de motorfiets. In 1981 werd hij ook directeur van Duke Video, dat door zijn zoon Peter was opgezet en dat videobanden en DVD's over races en bekende coureurs verkoopt. Dat bedrijf bestaat nog steeds.

### Overlijden
Geoff Duke woonde bij het West Baldwin Reservoir in het hartje van het eiland Man, maar overleed op 1 mei 2015 in het verpleeghuis Elder Grange in Douglas. In de week voor zijn begrafenis organiseerde zijn zoon Peter zijn laatste rit met een lijkwagen over de Snaefell Mountain Course.

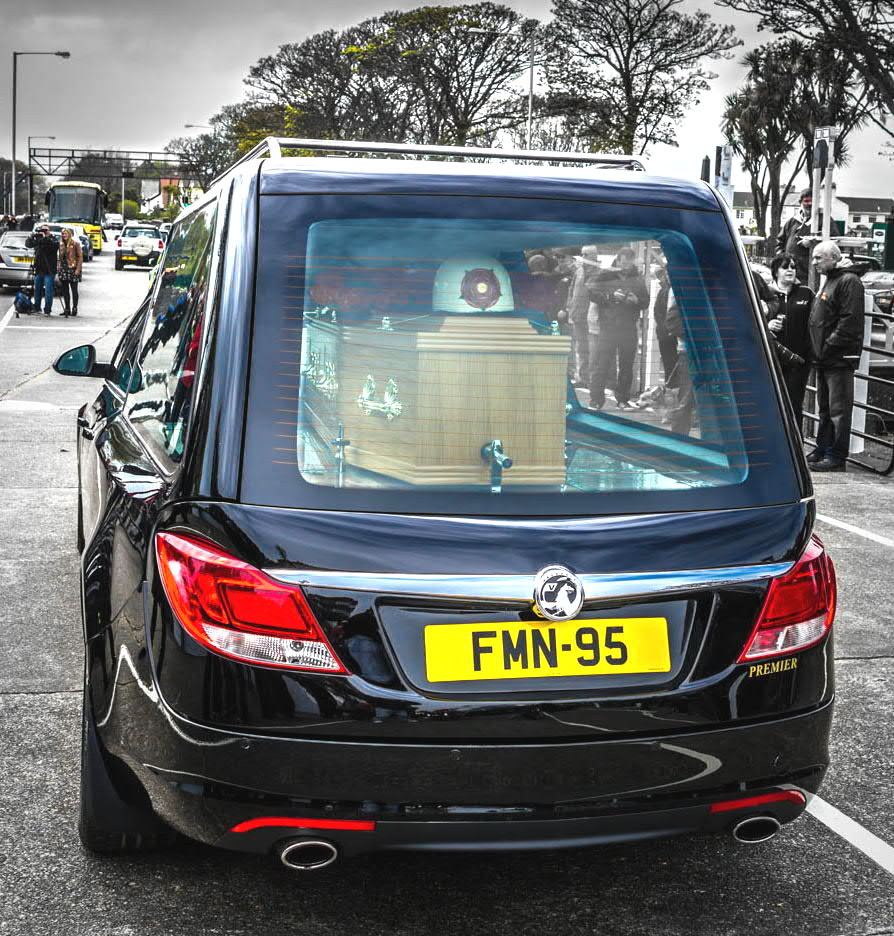
De lijkwagen van Geoff Duke bij de TT Grandstand, voor een laatste ronde over de Snaefell Mountain Course.

## Amateurcarrière

### 1948-1949
Geoff Duke debuteerde in het najaar van 1948 met een 350cc-Norton 40M tijdens de Manx Grand Prix op het eiland Man, waar hij in de Junior Race uitviel. De Manx Grand Prix was meer op amateurs en beginnelingen gericht dan de "grote" Isle of Man TT. In 1949 keerde hij terug naar Man, in het voorjaar voor de 500cc-Clubmans Senior TT, die weliswaar tijdens de Isle of Man TT verreden werd, maar ook voor amateurs bedoeld was. Geoff won die Clubmans Senior TT met ruim twee minuten voorsprong. In het najaar won hij ook de Senior Race van de Manx Grand Prix voor Norton-rijder Cromie McCandless, maar in de 350cc-Junior Race waren de rollen omgedraaid en won McCandless voor Duke.

## Profcarrière

### 1950
Het was Norton wel duidelijk dat Geoff Duke zich op de 60km-lange Snaefell Mountain Course goed thuisvoelde en daarom werd hij in het seizoen 1950 opgenomen in het fabrieksteam. Daardoor kwam hij ook in het wereldkampioenschap wegrace uit. Zijn prestaties in de Manx Grand Prix en de Clubmans Senior TT waren ook ruim voldoende om te promoveren naar de Isle of Man TT. Norton had haar eencilinder Norton Manx-fabrieksracers flink onder handen genomen. De motoren hadden een korte slag gekregen en het garden gate frame was vervangen door het door Rex- en Cromie McCandless ontwikkelde dubbel wiegframe, waarvoor Harold Daniell de naam "Featherbed" bedacht. Hoewel Duke al 27 jaar oud was, was hij jong vergeleken met zijn teamgenoten Artie Bell (36), Harold Daniell (41) en Johnny Lockett (35). In het seizoen 1949 was Norton verslagen door AJS in de 500cc-klasse en door Velocette in de 350cc-klasse, maar in 1950 kwam de tegenstand van de viercilinder Gilera 500 4C en opnieuw van Velocette. In de Junior TT eindigde Duke als tweede, ruim een minuut achter teamgenoot Artie Bell, maar in de Senior TT kwam hij 2½ minuut eerder dan Bell over de finish. Hier kwamen de Gilera's echter niet aan de start en Velocette-coryfeeën Bob Foster en Reg Armstrong vielen uit. In de 350cc-race van de Grand Prix van België werd Duke derde achter Bob Foster en Artie Bell. In de 500cc-race ging het mis toen alle Norton-fabrieksrijders moesten opgeven door bandenproblemen en Umberto Masetti met zijn Gilera de 500cc-race won, nadat Duke wel de snelste ronde had gereden. Tot overmaat van ramp raakte Artie Bell zodanig gewond dat hij nooit meer zou kunnen racen. In de 350cc-race van de TT van Assen werd Duke tweede achter Bob Foster. In de GP van Zwitserland werd hij in de 350cc-race derde en in de 500cc-race vierde, in beide gevallen als beste Norton-coureur. In de Ulster Grand Prix won Duke de 500cc-klasse, maar hij kon niet in de 350cc-klasse starten omdat die tijdens dezelfde race verreden werd. Tijdens de GP des Nations won Geoff Duke beide klassen, waardoor hij ook beide klassen als tweede in het wereldkampioenschap wegrace afsloot.

### 1951, eerste en tweede wereldtitel
In het seizoen 1951 was Geoff Duke waarschijnlijk de enige fabriekscoureur voor Norton. Het team sloeg de Spaanse Grand Prix echter over en ook in de GP van Zwitserland scoorde Duke door een defecte ontsteking geen punten. Daarna kwam het seizoen voor Duke echter pas goed los. In de Junior TT werd hij de eerste rijder die een ronde boven de 90 mijl per uur reed en hij brak ook het racerecord. Ook in de Senior TT brak hij het ronderecord en het racerecord. In de GP van België kwam pas de eerste confrontatie met de Italianen van Gilera en Moto Guzzi en Duke won zowel de 350- als de 500cc-race waardoor hij in beide klassen aan de leiding van de WK-stand kwam. In de TT van Assen won hij zijn derde 500cc-race op rij. Alfredo Milani bracht de spanning in de 500cc-klasse tijdens de GP van Frankrijk weer wat terug doordat Duke slechts vijfde werd, maar Duke won wel de 350cc-race. Tijdens de Ulster Grand Prix stelde Duke beide wereldtitels zeker door beide klassen te winnen. De GP des Nations was daardoor nog slechts een formaliteit, waarin Duke slechts enkele punten hoefde te scoren om de 500cc-constructeurstitel voor Norton veilig te stellen.

### 1952, derde wereldtitel
Het seizoen 1952 werd geopend met de GP van Zwitserland, waar veel rijders last hadden van de lage benzinekwaliteit. Daardoor viel Geoff Duke uit in de 500cc-race nadat hij aan de leiding lag, maar ook zijn teamgenoot Reg Armstrong viel stil. Een andere teamgenoot en vriend van Geoff Duke, Dave Bennett, verongelukte tijdens deze race. Duke won wel de 350cc-race. Ook in de TT van Man won hij de 350cc-race en viel hij in de 500cc-race uit door een defecte koppeling. In de TT van Assen won hij ook de 350cc-race, maar in de 500cc-race werd hij tweede achter Umberto Masetti (Gilera). Precies hetzelfde gebeurde in de GP van België, waardoor Duke met vier 350cc-overwinning al zeker was van een nieuwe wereldtitel. Hij had twee jaar achter elkaar alle 350cc-GP's gewonnen waaraan hij deelnam. Zijn seizoen eindigde hier echter. Bij een niet-WK-race raakte hij gewond waardoor hij zijn seizoen moest afsluiten.

### 1953, vierde wereldtitel
Geoff Duke was tot dit moment fabrieksrijder bij Norton. Hij verdiende er als monteur en testrijder tien Pond per week, zijn prijzengeld en af ten toe een kleine bonus. Het veel hogere startgeld ging naar Norton Motors Ltd. Duke was dan ook niet erg tevreden en begin 1953 kon hij zich als autocoureur bij het Aston Martin team van David Brown voegen. Hij reed de Aston Martin DB3 samen met Peter Collins in de 12 uren van Sebring, waar ze aan de leiding gingen tot Duke een ongeval kreeg. Brown moest opbieden tegen Gilera, waar Piero Taruffi sterk aandrong op het aantrekken van Duke en uiteindelijk ging Duke naar Italië. Norton verloor ook Dickie Dale en Reg Armstrong aan Gilera. In de TT van Man kwam Duke ten val, maar hij won de TT van Assen. In de GP van België reed hij de snelste ronde, maar viel hij uit. Duke won ook de Franse Grand Prix, maar Reg Armstrong, die nog geen enkele race gewonnen had, stond nog steeds aan de leiding van het WK. Dat bleef zo nadat Duke in de Ulster Grand Prix tweede werd achter Ken Kavanagh. In de GP van Zwitserland nam Duke de leiding in het wereldkampioenschap over en na zijn overwinning in de GP des Nations was hij zeker van de wereldtitel.
| Na de derde ronde van de Senior TT van 1955 ontstond enige tijd grote euforie toen bekend werd dat Geoff Duke met de Gilera 500 4C als eerste de "Ton" (100 mph) over een ronde gereden had. Na de wedstrijd werd het nagerekend en gecorrigeerd naar 99.97 mph. Hoe belangrijk de Ton was bleek toen het publiek hevig protesteerde en er zelfs een maandenlange discussie ontstond over de correctie van de tijd van Duke. Uiteindelijk werd de hele Snaefell Mountain Course nagemeten en toen bleek ze zelfs nog iets korter te zijn dan de officiële 37¾ mijl. Daarmee stond vast dat Geoff Duke de Ton nog niet gehaald had (97,93 mph). |

### 1954, vijfde wereldtitel
In het seizoen 1954 was Gilera beducht voor de nieuwe Moto Guzzi viercilinder en Franco Passoni hing op advies van Geoff Duke de motor 7½ cm lager in het frame. Er werd geëxperimenteerd met de vogelbekstroomlijn en aan het einde van het seizoen reed Duke voor het eerst met een druppelstroomlijn. De Gilera 500 4C was op die manier nog steeds veel te sterk voor de tegenvallende Moto Guzzi en de grootste tegenstand kwam uiteindelijk van Ray Amm met de Norton Manx. Duke leidde de GP van Frankrijk, maar werd door motorproblemen slechts als twaalfde geklasseerd. Tijdens de TT van Man werd hij tweede achter Ray Amm. De overwinning van Amm werd tevergeefs aangevochten door Gilera omdat de race na vier ronden werd afgebroken toen Duke al een pitstop had gemaakt en Amm nog niet. Daarna won Duke vijf races op rij, waardoor hij opnieuw wereldkampioen werd.

### 1955, zesde wereldtitel
In het seizoen 1955 won Geoff Duke zijn laatste wereldtitel. Daar speelden de gebeurtenissen tijdens de TT van Assen een rol bij. Duke viel tijdens de GP van Spanje uit door ontstekingsproblemen, maar hij won de Franse Grand Prix voor zijn stalgenoten Libero Liberati en Reg Armstrong. Vervolgens won hij de TT van Man met een nieuw ronderecord van 97,93 mijl per uur en de GP van Duitsland. In de Grand Prix van België reed hij de snelste ronde, maar viel hij uit, net als zijn naaste belager, teamgenoot Reg Armstrong.

#### Rijderstaking in Assen
(Meest waarschijnlijke gang van zaken, opgetekend door Otto Kuipers in Het Motorrijwiel 2015 nr. 138, o.a. na gesprekken met coureur Jack Ahearn.)
Al tijdens de trainingen van de TT van Assen ontstond er onrust in het rennerskwartier, waar het Continental Circus, vooral bestaande uit Australische, Nieuw-Zeelandse en Britse privérijders, kampeerde. Hoewel het circuit nieuw was, waren deze coureurs helemaal niet te spreken over de armoedige omstandigheden waaronder ze moesten werken en bovendien was er onenigheid over de startgelden. De Australiërs benaderden Geoff Duke om voor hen te lobbyen bij het TT-bestuur. Duke zette hun argumenten kracht bij door te dreigen dat ook het fabrieksteam van Gilera niet van start zou gaan. Hij had daarover al overlegd met Reg Armstrong, Alfredo Milani en Giuseppe Colnago. MV Agusta werd niet in de plannen betrokken, maar begon wel de motorfietsen in de vrachtauto te laden toen men hoorde van de staking. Zo groeide een relatief kleine actie van twaalf privérijders eigenlijk buiten proportie. Uiteindelijk ging de organisatie vlak voor de 500cc-race overstag en ze betaalde in totaal 19.000 gulden aan extra startgelden uit, niet alleen aan de stakers, maar aan alle deelnemers.

#### Nasleep van de staking
Tijdens de Ulster Grand Prix verenigden de coureurs zich in de Professional Riders Association, die hun belangen zou vertegenwoordigen. Ze moesten zich in Augustus verdedigen tegenover de sportcommissie van de Koninklijke Nederlandse Motorrijders Vereniging. De meesten lieten zich vertegenwoordigen door Norman Dixon van de Auto-Cycle Union of door coureur Phil Heath. De commissie deed geen uitspraak en legde de zaken tijdens het najaarscongres van de FIM voor, maar die verwees het door naar de Commission Sportive Internationale. Hierin zat echter minstens één belanghebbende uit de TT-organisatie: voorzitter Piet Nortier. Het eindrapport was al opgesteld (door Nortier) en de aanwezige coureurs (Geoff Duke, Reg Armstrong, Tony McAlpine en Phil Heath) mochten het lezen en kregen twee uur de tijd om hun verdediging op te bouwen. Dat had geen zin. Van de acht landenvertegenwoordigers in de commissie stemde alleen Ierland tegen de straffen voor de coureurs. Opmerkelijk was dat de ACU, die voor de Britten, de Australiërs en de Nieuw-Zeelanders zou opkomen, ook voor stemde. Het gevolg was dat Jack Ahearn, Bob Brown, Keith Campbell, Peter Davey, Geoff Duke, John Hemplemann, Eric Houseley, Bob Matthews, Tony McAlpine, Peter Murphey en Barry Stormont 6 maanden geschorst werden met ingang van 1 januari 1956. Giuseppe Colnago, Umberto Masetti en Alfredo Milani kregen 4 maanden schorsing alleen al omdat ze met de stakers gesympathiseerd hadden. Dit alles wierp de 500cc-wereldtitel van het seizoen 1956 in de schoot van John Surtees en MV Agusta. Jaren later - in 2000 - verklaarde Geoff Duke over het gebeurde dat de situatie niet zou zijn geëscaleerd als zijn teammanager Piero Taruffi aanwezig was geweest. Die had de zaak met het TT-bestuur kunnen oplossen zonder de Gilera-rijders erbij te betrekken.
Geoff Duke won de Asser TT en was daardoor al zeker van zijn zesde wereldtitel. Daarom zag Gilera af van de lange reis naar de Ulster Grand Prix, waar ook MV Agusta niet verscheen en Bill Lomas won met een Moto Guzzi Monocilindrica 500. In de afsluitende GP des Nations reed Duke opnieuw de snelste ronde, maar hij kreeg motorproblemen en werd slechts derde.

### 1956
Het seizoen 1956 begon voor Geoff Duke met het uitzitten van zijn schorsing, waardoor hij zijn geliefde TT van Man en de TT van Assen moest missen. Die beide wedstrijden werden gewonnen door John Surtees (MV Agusta). Toen Duke en Armstrong in de GP van België uitvielen en Surtees ook daar won, was het pleit beslecht. Het seizoen omvatte slechts zes wedstrijden en Surtees had de helft al gewonnen terwijl voor Gilera alleen Pierre Monneret en Alfredo Milani wat punten hadden verzameld. In de GP van Duitsland en de Ulster Grand Prix viel Duke opnieuw uit. Pas in de GP des Nations kon Gilera weer eens goed uitpakken, met Duke als eerste, Liberati als tweede, Monneret als derde en Armstrong als vierde. Geoff Duke was echter tijdens de Ulster Grand Prix gewond geraakt, en die blessure zou hem in 1957 parten gaan spelen.

### 1957
Het seizoen 1957 begon zonder Geoff Duke. Tijdens een internationale race op Imola raakte hij gewond aan een oog waarbij ook de oude blessure uit de Ulster Grand Prix verergerd werd. Daardoor moest hij de eerste vier GP's overslaan. Het kwam Gilera slecht uit, temeer omdat men in navolging van MV Agusta ook een 350cc-viercilinder had gebouwd. Duke stelde aan Giuseppe Gilera voor om zich te laten vervangen door Bob McIntyre en voor de TT van Man stelde hij ook een rijder voor: Bob Brown. Duke kwam pas in de Ulster Grand Prix weer aan de start. Bob Brown moest daarvoor zijn machines weer inleveren. Duke viel in de 350cc-race uit en werd derde in de 500cc-race. Ook in de GP des Nations viel hij in de 350cc-race uit, maar in de 500cc-race werd hij tweede. Met slechts twee gereden GP's eindigde hij als vierde in de 500cc-eindstand.

### 1958
In het seizoen 1958 waren er behalve MV Agusta vrijwel geen fabrieksteams meer over. Norton en BMW waren in 1955 al gestopt en nu volgden ook Mondial, Moto Guzzi en Gilera. Dat maakte veel coureurs werkloos, waaronder ook Geoff Duke. Hij schafte twee Nortons aan, die af en toe wel special door de fabriek geprepareerd werden. Duke won beide klassen in de Grand Prix van Zweden, waar het team van MV Agusta niet aan de start kwam. Hij kreeg ook even de beschikking over een BMW RS 54, maar schakelde al snel weer terug naar zijn Norton.

### 1959
In het seizoen 1959 trad hij weer aan met zijn Nortons, maar in dienst van Benelli ook met de Benelli 250 Bialbero. Hij scoorde WK-punten in de TT van Man, de GP van Zweden en de GP des Nations, maar in de Grand Prix-wegrace van Zwitserland, die niet meetelde voor het wereldkampioenschap, won hij drie klassen. Hij sloot zijn carrière af op het erepodium van Monza, naast John Surtees en Libero Liberati.

### 1963: Scuderia Duke
In 1960 was Geoff Duke ervan overtuigd dat de "oude" Gilera uit 1957 zich nog steeds kon meten met de MV Agusta. MV had immers ook op zijn lauweren kunnen rusten want het was zonder behoorlijke concurrentie vrijwel ongenaakbaar geweest in 1958 en 1959. In beide jaren had John Surtees alle WK-wedstrijden gewonnen waarin hij startte. Duke had in 1958 vier wedstrijden met een BMW en drie met een Norton gereden en was toch nog derde in het WK geworden. In 1959 werd hij met Norton vierde. Het was dan ook logisch dat hij terugverlangde naar zijn Gilera-tijd. Hij drong er bij Giuseppe Gilera op aan een machine ter beschikking van Bob McIntyre te stellen, maar dat ging niet door.
Eind 1962 stuurde de fabriek echter een machine naar Engeland voor tests door Derek Minter en John Hartle. Duke zorgde voor sponsoring door Castrol en Avon Rubber. Het team nam wel veel hooi op haar vork: zowel de 350cc-Gilera (alleen gebruikt in 1957 en nauwelijks raceklaar) als de 500cc-Gilera werden ingezet. Daardoor moesten de technische mensen veel te veel werk verzetten om de machines op het juiste niveau te brengen. Toch verliep de eerste test op Monza naar tevredenheid, hoewel Minter een van de vier 500cc-machines afschreef toen hij viel door een gebroken voorvork. Minter won wedstrijden in Silverstone, Brands Hatch en Oulton Park en in Imola werden Minter en Hartle eerste en tweede en versloegen ze de nieuwe ster van MV Agusta, Mike Hailwood. In mei racete Minter met een Norton op Brands Hatch. Hij crashte met Dave Downer op een 650cc-Dunstall-Norton Domiracer. Downer overleed hierbij en Minter kwam in het ziekenhuis terecht. Hij werd bij Scuderia Duke vervangen door Phil Read. Die werd met de 350cc-Gilera derde in Hockenheim en Hartle werd tweede in de Junior TT. In de TT eindigde hij zijn race op drie cilinders nadat Read al was uitgevallen met een opgeblazen motor.
Het team besloot zich op de 500cc-Gilera te concentreren en de 350cc-machines terug te sturen naar Italië. In de Senior TT werd Hartle tweede achter Hailwood, maar het verschil tussen beide was niet erg groot. De Senior was de openingsrace van het wereldkampioenschap. Tijdens de TT van Assen ging de MV Agusta kapot en Hartle en Read werden eerste en tweede met hun Gilera's. In Francorchamps werd Read tweede achter Hailwood. Intussen won Derek Minter, nog herstellende van zijn rugblessure, een wedstrijd in Oulton Park. Het wereldkampioenschap ging verder met de Ulster Grand Prix, waar Hailwood met de MV Agusta superieur was. Hartle en Minter werden tweede en derde, maar de snelste Gilera was bijna 9 km/h langzamer dan de MV Agusta. Read crashte in deze wedstrijd waarbij een tweede machine werd afgeschreven. Tijdens de Grand Prix van de DDR op de Sachsenring werd Minter tweede achter Hailwood, maar Hartle viel en de derde machine was total loss. De laatste machine werd naar de GP van Finland gestuurd en zou gereden worden door Hartle, maar problemen met de versnellingsbak zorgden voor een teleurstelling. Ondanks alles wilden zowel Duke als de Gilera fabriek een goed resultaat boeken in de laatste grand prix, de thuisrace in Monza. Een van de kapotte motorfietsen werd opgeknapt zodat er weer met twee machines gestart kon worden. Hartle crashte echter in de trainingen met de herstelde machine. Haastwerk bij de reparatie en de preparatie zorgde voor te trage en onbetrouwbare motorfietsen in de race. Ze vielen uit door olielekkages en kapotte versnellingsbakken.
De directie van Gilera, teleurgesteld en vernederd, wees alle verzoeken om het experiment in 1964 voort te zetten van de hand, waardoor er al na één jaar een einde kwam aan Scuderia Duke. Het was het enige team geweest dat ondanks haar minimale budget toch nog enige tegenstand had kunnen bieden aan de MV Agusta van Mike Hailwood. John Hartle eindigde als derde in het 500cc-kampioenschap, Phil Read als vierde en Derek Minter als zevende.

## Royal Enfield
In 1964 trad Geoff Duke aan als Competition Manager bij Royal Enfield om te helpen met de ontwikkeling van de Royal Enfield 250 GP clubmanracer met de Villiers Starmaker-motor. Hij was ook betrokken bij de ontwikkeling van de Royal Enfield Continental GT.

## ACU
In 1965 stelde Geoff Duke namens de ACU het parcours voor de International Six Days Trial op het eiland Man samen. Het werd een route van 1.600 km lengte met routedelen die op het Britse vasteland onmogelijk zouden zijn geweest vanwege de snelheidsbeperkingen, maar die op het autonome eiland wel bereden konden worden. Duke trad op als Clerk of the Course. In 1971 trad hij toe tot de internationale jury van de TT van Man.

## Formule 1
Duke schreef zich ook eenmaal in voor een Formule 1-race, de Grand Prix van Duitsland 1961 in een Cooper, maar verscheen hierin niet aan de start. Dat had er waarschijnlijk mee te maken dat hij de auto had getest in het Karlskoga Motorstadion, waar de versnellingsbak vastsloeg en de auto crashte. Duke hield daar beschadigde ribben, een ingeklapte long, trauma aan de hartspier, een gebroken sleutelbeen en een gescheurd bekken aan over.

## Onderscheidingen
- 1951 Brits sportman van het jaar
- 1953: officier in de Orde van het Britse Rijk.
- 2002 opname door de Fédération Internationale de Motocyclisme in de lijst van MotoGP Legends.

## Eponiem
Op het Isle of Man brak Duke veel records. Op de Snaefell Mountain Course is een bochtencombinatie naar hem vernoemd: sinds 2003 heet de bocht bij de 32e mijlpaal "Duke's".

## Wereldkampioenschap wegrace resultaten Geoff Duke
(Races in cursief geven de snelste ronde aan, punten (tussen haakjes) zijn inclusief streepresultaten)
| Jaar | Klasse | Team    | Motorfiets   | 1             | 2             | 3       | 4          | 5       | 6       | 7     | 8       | 9     | Punten  | Plaats | Overwinningen |                                               | Wereldkampioen |
| ---- | ------ | ------- | ------------ | ------------- | ------------- | ------- | ---------- | ------- | ------- | ----- | ------- | ----- | ------- | ------ | ------------- | --------------------------------------------- | -------------- |
| 1950 | 350 cc | Norton  | 40M          | IOM 2         | BEL 3         | NED 2   | ZWI 3      | ULS -   | NAT 1   |       |         |       | 24 (28) | 2e     | 1             | Bob Foster, Velocette KTT Mk VIII             |                |
| 1950 | 500 cc | Norton  | 30M          | IOM 1         | BEL DNF       | NED DNF | ZWI 4      | ULS 1   | NAT 1   |       |         |       | 27      | 2e     | 3             | Umberto Masetti, Gilera 500 4C                |                |
| 1951 | 350 cc | Norton  | 40M          | SPA -         | ZWI -         | IOM 1   | BEL 1      | NED -   | FRA 1   | ULS 1 | NAT 1   |       | 40      | 1e     | 5             | Geoff Duke, 40M                               |                |
| 1951 | 500 cc | Norton  | 30M          | SPA -         | ZWI DNF       | IOM 1   | BEL 1      | NED 1   | FRA 5   | ULS 1 | NAT 4   |       | 35 (37) | 1e     | 4             | Geoff Duke, 30M                               |                |
| 1952 | 350 cc | Norton  | 40M          | ZWI 1         | IOM 1         | NED 1   | BEL 1      | DUI -   | ULS -   | NAT - |         |       | 32      | 1e     | 4             | Geoff Duke, 40M                               |                |
| 1952 | 500 cc | Norton  | 30M          | ZWI DNF       | IOM DNF       | NED 2   | BEL 2      | DUI -   | ULS -   | NAT - | SPA -   |       | 12      | 8e     | 0             | Umberto Masetti, Gilera 500 4C                |                |
| 1953 | 500 cc | Gilera  | 500 4C       | IOM DNF       | NED 1         | BEL DNF | DUI boycot | FRA 1   | ULS 2   | ZWI 1 | NAT 1   | SPA - | 38      | 1e     | 4             | Geoff Duke, Gilera 500 4C                     |                |
| 1954 | 500 cc | Gilera  | 500 4C       | FRA 12        | IOM 2         |         | BEL 1      | NED 1   | DUI 1   | ZWI 1 | NAT 1   | SPA - | 40 (46) | 1e     | 5             | Geoff Duke, Gilera 500 4C                     |                |
| 1955 | 500 cc | Gilera  | 500 4C       | SPA DNF       | FRA 1         | IOM 1   | DUI 1      | BEL DNF | NED 1   | ULS - | NAT 3   |       | 36      | 1e     | 4             | Geoff Duke, Gilera 500 4C                     |                |
| 1956 | 500 cc | Gilera  | 500 4C       | IOM geschorst | NED geschorst | BEL DNF | DUI DNF    | ULS DNF | NAT 1   |       |         |       | 8       | 7e     | 1             | John Surtees, MV Agusta 500 4C                |                |
| 1957 | 350 cc | Gilera  | 350 4C       | DUI -         | IOM -         | NED -   | BEL -      | ULS DNF | NAT DNF |       |         |       | 0       | -      | 0             | Keith Campbell, Moto Guzzi Monocilindrica 350 |                |
| 1957 | 500 cc | Gilera  | 500 4C       | DUI -         | IOM -         | NED -   | BEL -      | ULS 3   | NAT 2   |       |         |       | 10      | 4e     | 1             | Libero Liberati, Gilera 500 4C                |                |
| 1958 | 350 cc | Privé   | Norton 40M   | IOM DNF       | NED -         | BEL 5   | DUI -      | ZWE 1   | ULS 4   | NAT 3 |         |       | 17      | 3e     | 1             | John Surtees, MV Agusta 350 4C                |                |
| 1958 | 500 cc | BMW     | RS 54        | IOM DNF       | NED DNF       | BEL 4   | DUI DNF    |         |         |       |         |       | 13      | 3e     | 1             | John Surtees, MV Agusta 500 4C                |                |
| 1958 | 500 cc | Privé   | Norton 30M   |               |               |         |            | ZWE 1   | ULS 5   | NAT 7 |         |       | 13      | 3e     | 1             | John Surtees, MV Agusta 500 4C                |                |
| 1959 | 250 cc | Benelli | 250 Bialbero |               | IOM -         | DUI 6   | NED -      |         | ZWE 3   | ULS - | NAT 10  |       | 5       | 10e    | 0             | Carlo Ubbiali, MV Agusta 250 Bialbero         |                |
| 1959 | 350 cc | Privé   | Norton 40M   | FRA -         | IOM 4         | DUI 4   |            |         | ZWE -   | ULS 3 | NAT DNF |       | 10      | 5e     | 0             | John Surtees, MV Agusta 350 4C                |                |
| 1959 | 500 cc | Privé   | Norton 30M   | FRA -         | IOM -         | DUI 9   | NED -      | BEL 3   |         | ULS 3 | NAT 3   |       | 12      | 4e     | 0             | John Surtees, MV Agusta 500 4C                |                |

## Wereldkampioenschap wegrace resultaten Scuderia Duke
(Races in cursief geven de snelste ronde aan, punten (tussen haakjes) zijn inclusief streepresultaten)
| Jaar | Klasse | Coureur      | Motorfiets    | 1     | 2       | 3     | 4     | 5       | 6       | 7       | 8       | 9     | Punten | Plaats | Overwinningen | Wereldkampioen                  |
| ---- | ------ | ------------ | ------------- | ----- | ------- | ----- | ----- | ------- | ------- | ------- | ------- | ----- | ------ | ------ | ------------- | ------------------------------- |
| 1963 | 350 cc | John Hartle  | Gilera 350 4C | DUI - | IOM 2   | NED - |       | ULS -   | DDR -   | FIN -   | NAT -   |       | 6      | 6e     | 0             | Jim Redman, Honda RC 171        |
| 1963 | 350 cc | Phil Read    | Gilera 350 4C | DUI 3 | IOM DNF | NED - |       | ULS -   | DDR -   | FIN -   | NAT -   |       | 4      | 11e    | 0             | Jim Redman, Honda RC 171        |
| 1963 | 500 cc | John Hartle  | Gilera 500 4C |       | IOM 2   | NED 1 | BEL - | ULS 2   | DDR DNF | FIN DNF | NAT -   | ARG - | 20     | 3e     | 1             | Mike Hailwood, MV Agusta 500 4C |
| 1963 | 500 cc | Phil Read    | Gilera 500 4C |       | IOM 3   | NED 2 | BEL 2 | ULS DNF | DDR -   | FIN -   | NAT DNF | ARG - | 16     | 4e     | 0             | Mike Hailwood, MV Agusta 500 4C |
| 1963 | 500 cc | Derek Minter | Gilera 500 4C |       | IOM -   | NED - | BEL - | ULS 3   | DDR 2   | FIN -   | NAT DNF | ARG - | 10     | 7e     | 0             | Mike Hailwood, MV Agusta 500 4C |

## Trivia

### Motoroverall

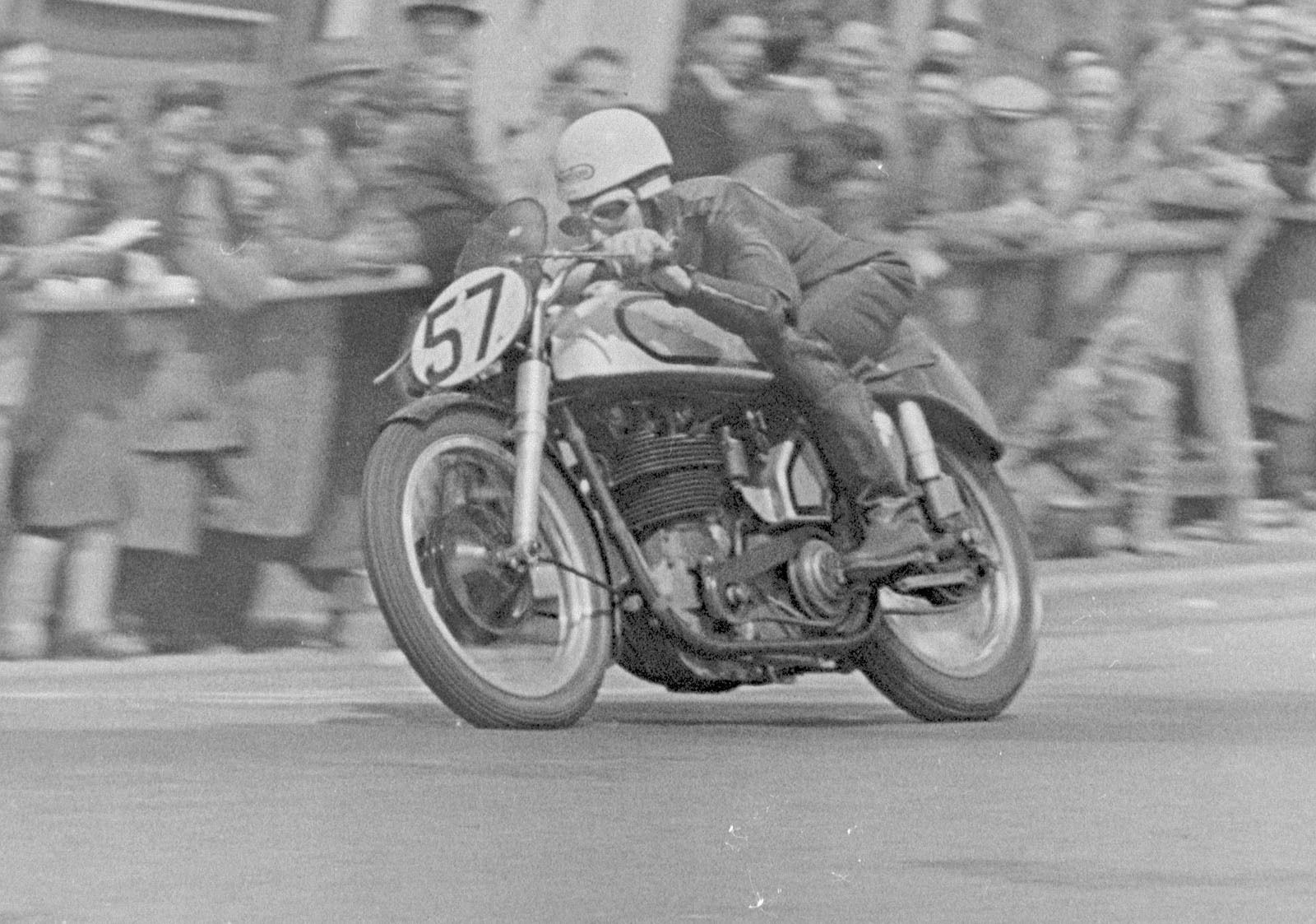
Duke in zijn eerste motoroverall tijdens de Senior TT van 1950

Geoff Duke is de uitvinder van de eendelige motoroverall. Eind 1949 kreeg hij een idee voor een aerodynamisch leren pak zonder zakken of uitstekende delen. In Montlhéry had hij samen met Artie Bell een aantal snelheidsrecords gereden, maar Bell was 0,4 seconde sneller dan Duke. Nadat Duke de meest flapperende delen van zijn motorpak had omwonden met tape was hij precies even snel als Bell. Hij bedacht dat een meer aerodynamisch pak ook op normale circuits ten minste enige invloed moest hebben. Hij vroeg Frank Barker, een kleermaker in zijn woonplaats St. Helens, om het pak op te meten en te maken. Dat lukte, maar het pak had geen voering. Daarom liet hij een "onderpak" maken bij een Londens bedrijf dat was gespecialiseerd in balletkleding. Het was klaar voor zijn optreden in de TT van Man van 1950. Zijn balletpak oogstte enige spot van collega's, maar niet veel later gebruikten zij het ook.

### 500cc-racemotor: 40 Dollar
In de winter van 1954-1955 reisde Geoff Duke op verzoek van George Lynn, uitgever van Australian Motorcycle News, naar Australië om te racen. Gilera zag wel handel in Australië en gaf hem monteur Giovanni Fumagalli en twee Gilera 500 4C-fabrieksracers mee. De douanebeambten in Fremantle moesten de machines inklaren, maar de peperdure racers hadden geen prijskaartje. Daarom werden ze gewaardeerd op 40 Australische dollar (naar huidige begrippen 63 Euro) per stuk.

### Schoonvader met haast
Geoff Duke's eerste vrouw Patricia werd tijdens de huwelijksceremonie weggegeven door haar broer, want haar vader, dominee Robert Reid, fungeerde als starter bij de Manx Grand Prix en moest zich haasten om na de start in St. Georges Church in Douglas te komen. Dat gold ook voor zijn vriend Dave Bennett, die eerst nog de Senior Race won.